# Palais d'Iéna
Pour les articles homonymes, voir Iéna (homonymie).
Le palais d'Iéna est un bâtiment du 16e arrondissement de Paris construit par l'architecte Auguste Perret en 1937. Ayant accueilli de 1939 à 1955 le musée national des Travaux publics, il est depuis 1960 le siège du Conseil économique, social et environnemental et de la Chambre de commerce internationale.
Avec le palais de Tokyo et le palais de Chaillot, il est l'un des trois édifices permanents résultant de l'Exposition universelle de 1937.

## Situation
Le palais se trouve avenue d'Iéna et 9 place d'Iéna, à la sortie du métro Iéna (ligne 9).

## Histoire

### Construction
Le palais d'Iéna est réalisé sur la colline du quartier de Chaillot à l'occasion de l'Exposition universelle de 1937, pensé pour recevoir un nouveau musée consacré aux travaux publics.
L'édifice est conçu par l'architecte Auguste Perret, qui avait alors perdu l'espoir de reconstruire le nouveau monument (palais de Chaillot) devant succéder au palais du Trocadéro. Il est édifié par la « Société des grands travaux en béton » des frères Perret.
Bien que les travaux ne soient pas encore achevés, le musée national des Travaux publics est inauguré en mars 1939 dans une première aile de l'édifice parallèle à l'avenue d'Iéna.
La Seconde Guerre mondiale retarde l'avancement des travaux et la rotonde ne sera terminée qu'en 1943.
Le palais d'Iéna abrite un hémicycle de trois cents places couvert d'une double coupole. Le hall présente un monumental escalier suspendu en fer à cheval.

### Réorganisation des années 1950 et 1960
En 1955, par manque d'attractivité, le musée national des Travaux publics ferme ses portes. L'année suivante, s'installe provisoirement l'Assemblée de l'Union française. Le réaménagement de l’hémicycle du palais d’Iéna date de l’installation de cette assemblée. Auguste Perret avait prévu deux accès situés de part et d’autre de l’entrée principale à la rotonde, ce qui permettait d’entrer de plain-pied dans la salle. L’Union française supprima ces accès et fit ouvrir, de part et d’autre et au centre de la tribune, trois entrées depuis la salle hypostyle. Elle fit également aménager les gradins de l’hémicycle.
Après sa disparition, cette institution laisse la place au Conseil économique et social en 1959. Le palais abrite également le siège de l'Assemblée de l'Union de l'Europe occidentale jusqu'à sa disparition en 2011.
En 1960, l'architecte Paul Vimond, élève d'Auguste Perret, lance les travaux de la seconde aile du palais d'Iéna, le long de l'avenue du Président-Wilson.
En 1987, le mobilier de la salle hypostyle est commandé à Pierre Paulin.
La partie construite par Auguste Perret (comprenant la rotonde et les sols située devant elle, ainsi que l'aile longeant l'avenue d'Iéna) a été classée au registre des monuments historiques par un arrêté du 5 juillet 1993.
Le 22 janvier 2016, le palais accueille le conseil de la métropole du Grand Paris pour l’élection de son président. Par la suite, ce conseil se réunit dans l'hémicycle du conseil régional d'Île-de-France.
À partir d'octobre 2019, le palais sert de lieu de réunion pour accueillir les travaux de la Convention citoyenne pour le climat. Par la suite, à partir de décembre 2022, il en est de même pour l'accueil des travaux de la Convention citoyenne sur la fin de vie.

## Galerie

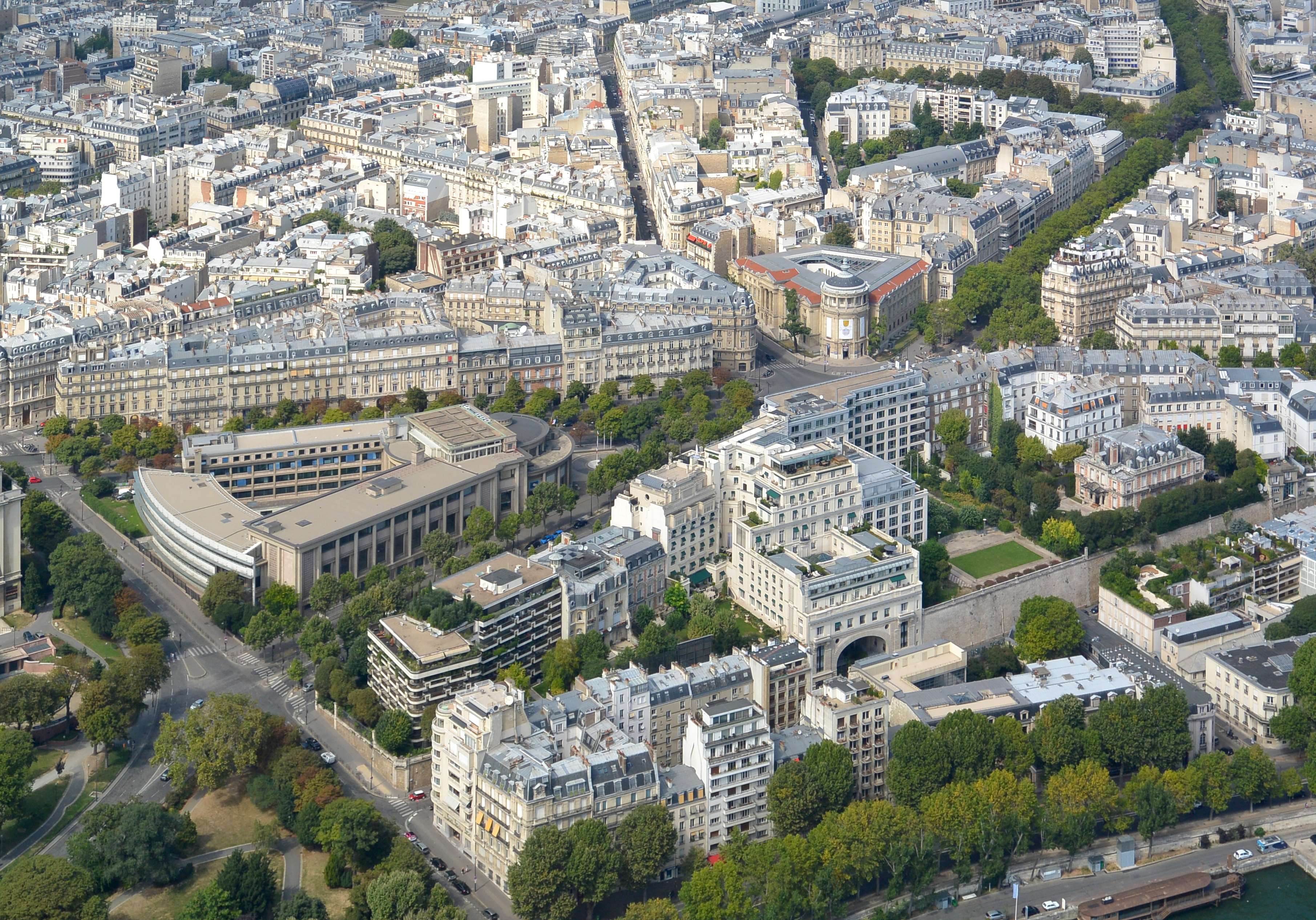
Le palais d'Iéna (à gauche à mi-hauteur de l’image) et le musée Guimet vus de la tour Eiffel.
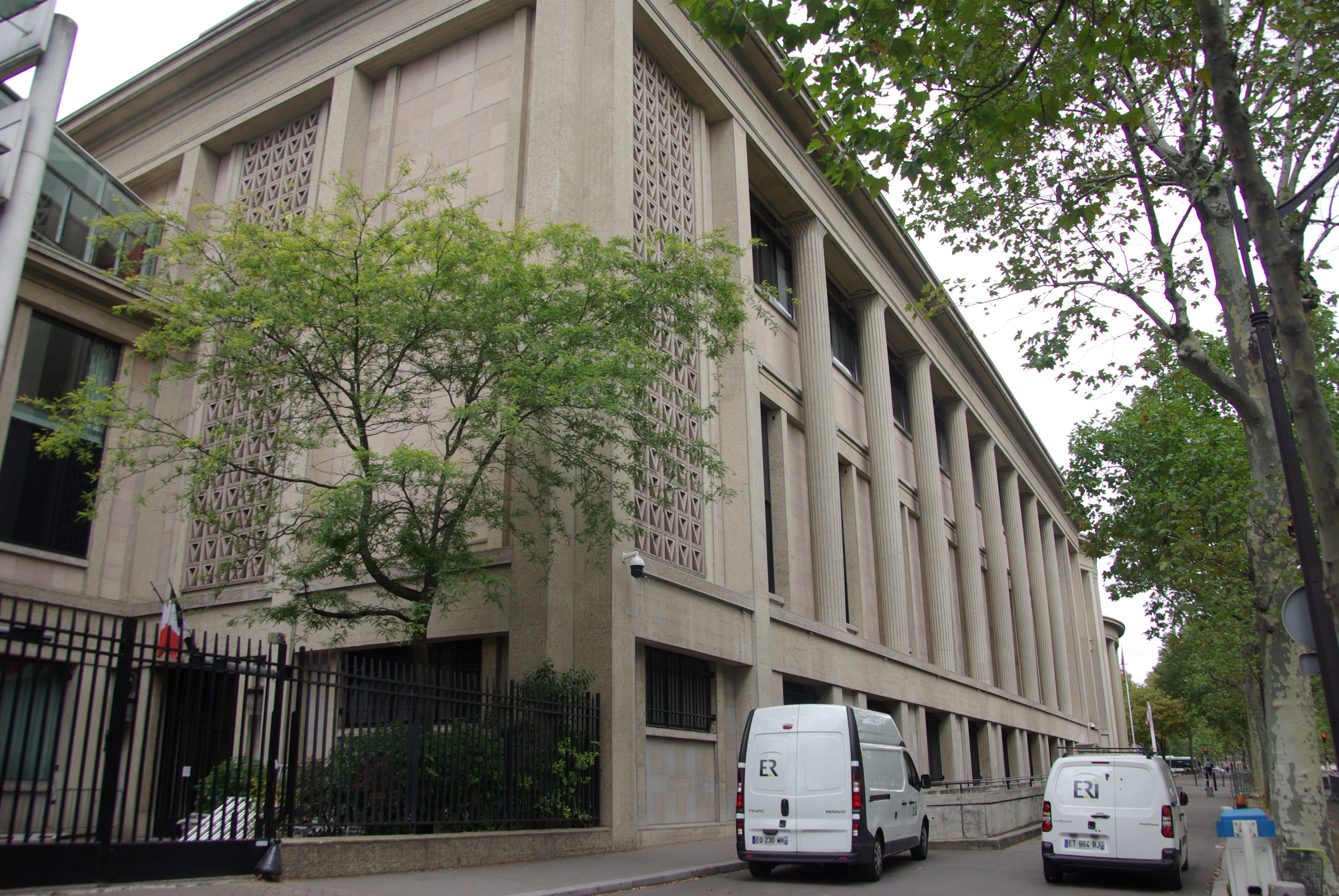
Façade sur l'avenue d'Iéna.
Le palais d'Iéna.
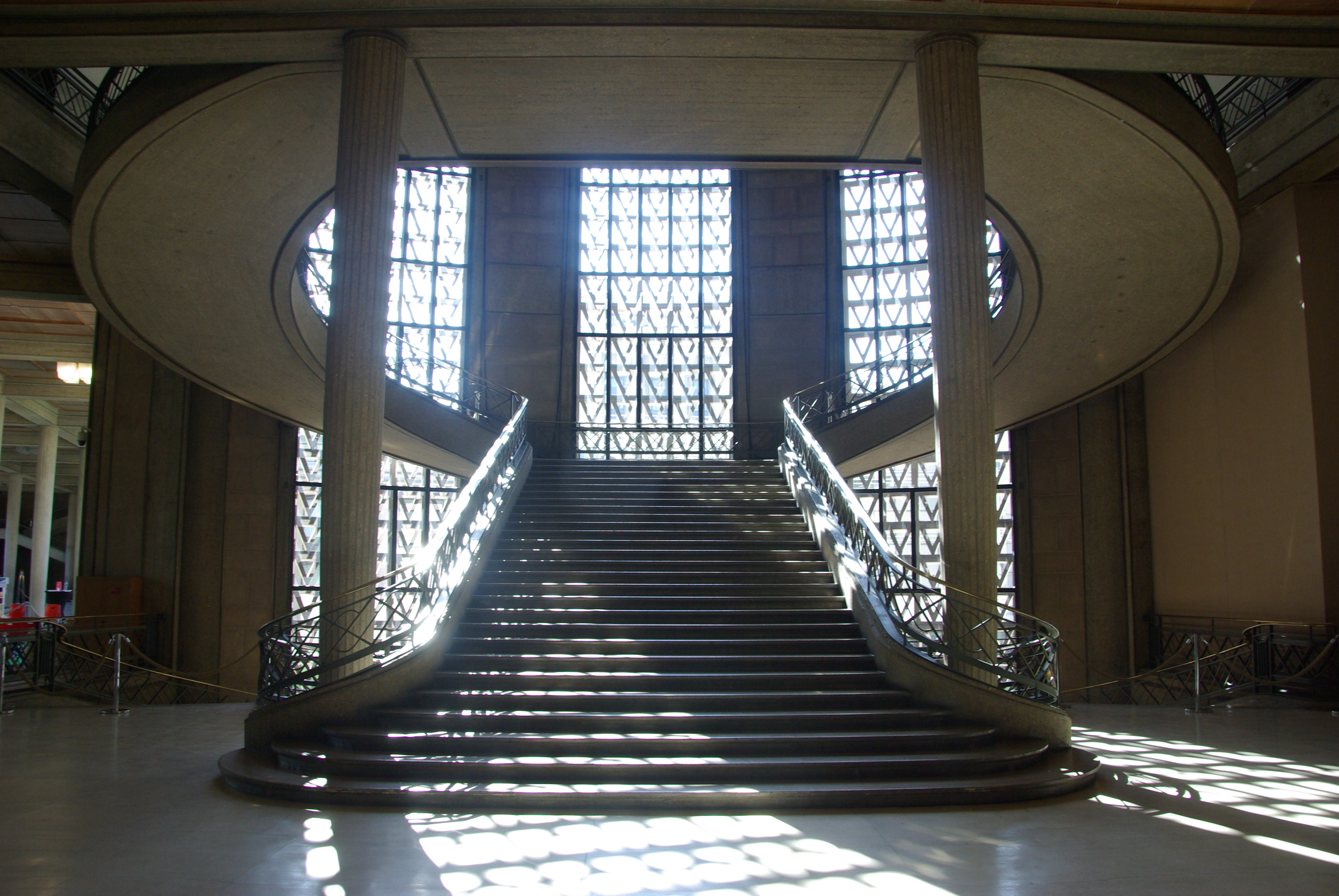
Le grand escalier.
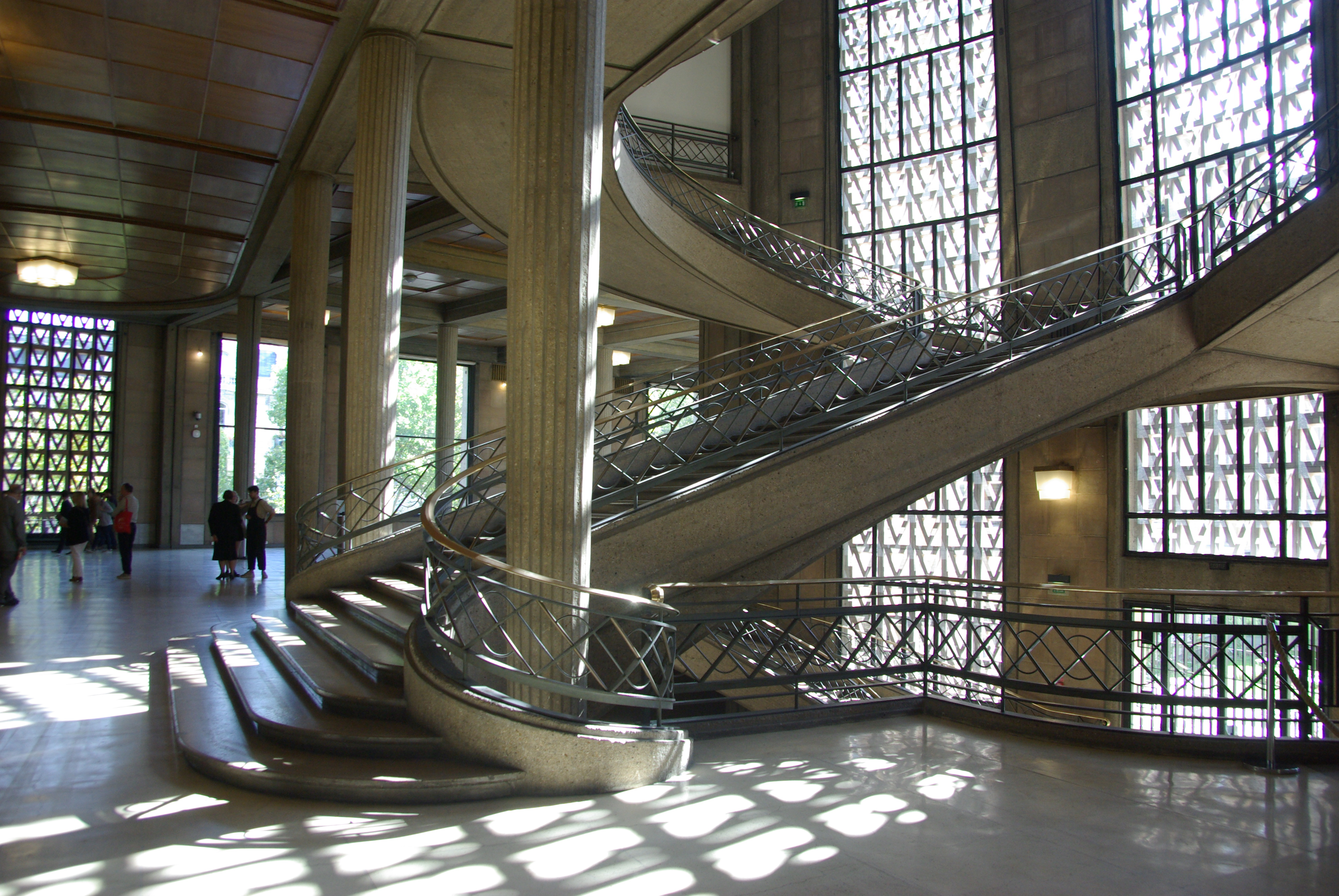
Le grand escalier.
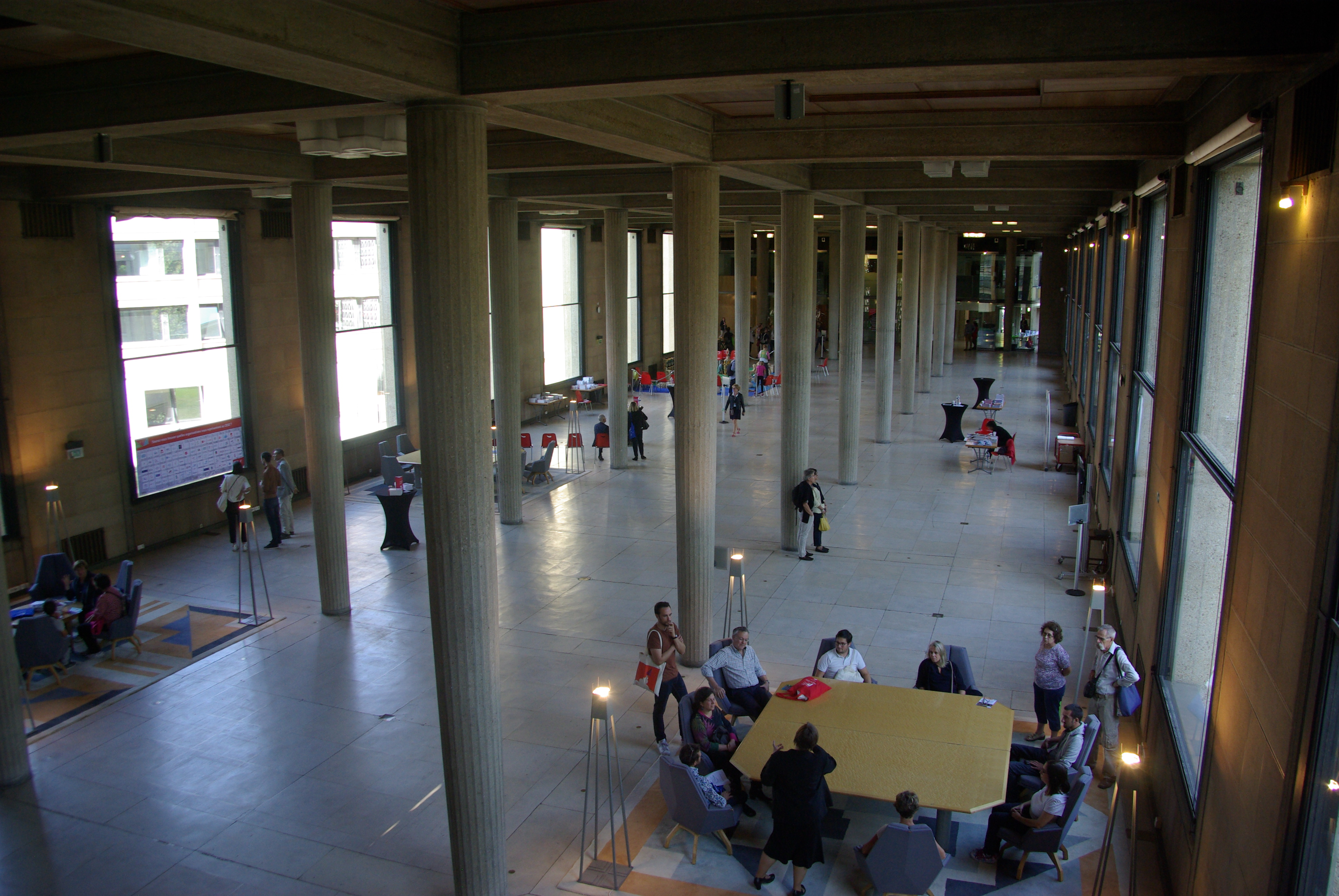
Salle hypostyle.
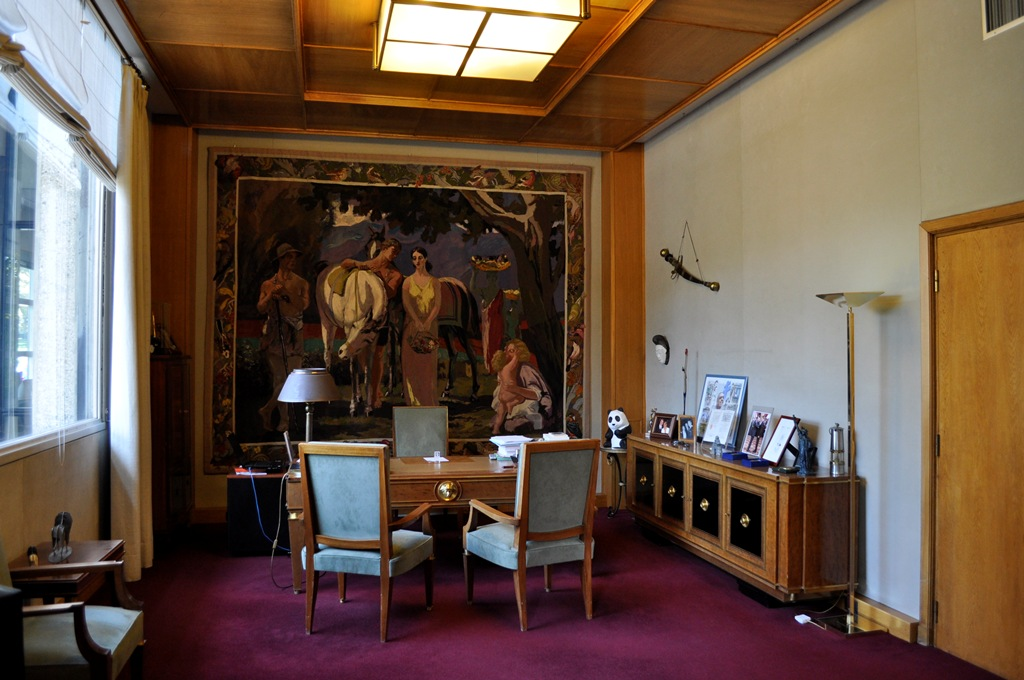
Bureau du président du Conseil économique, social et environnemental.
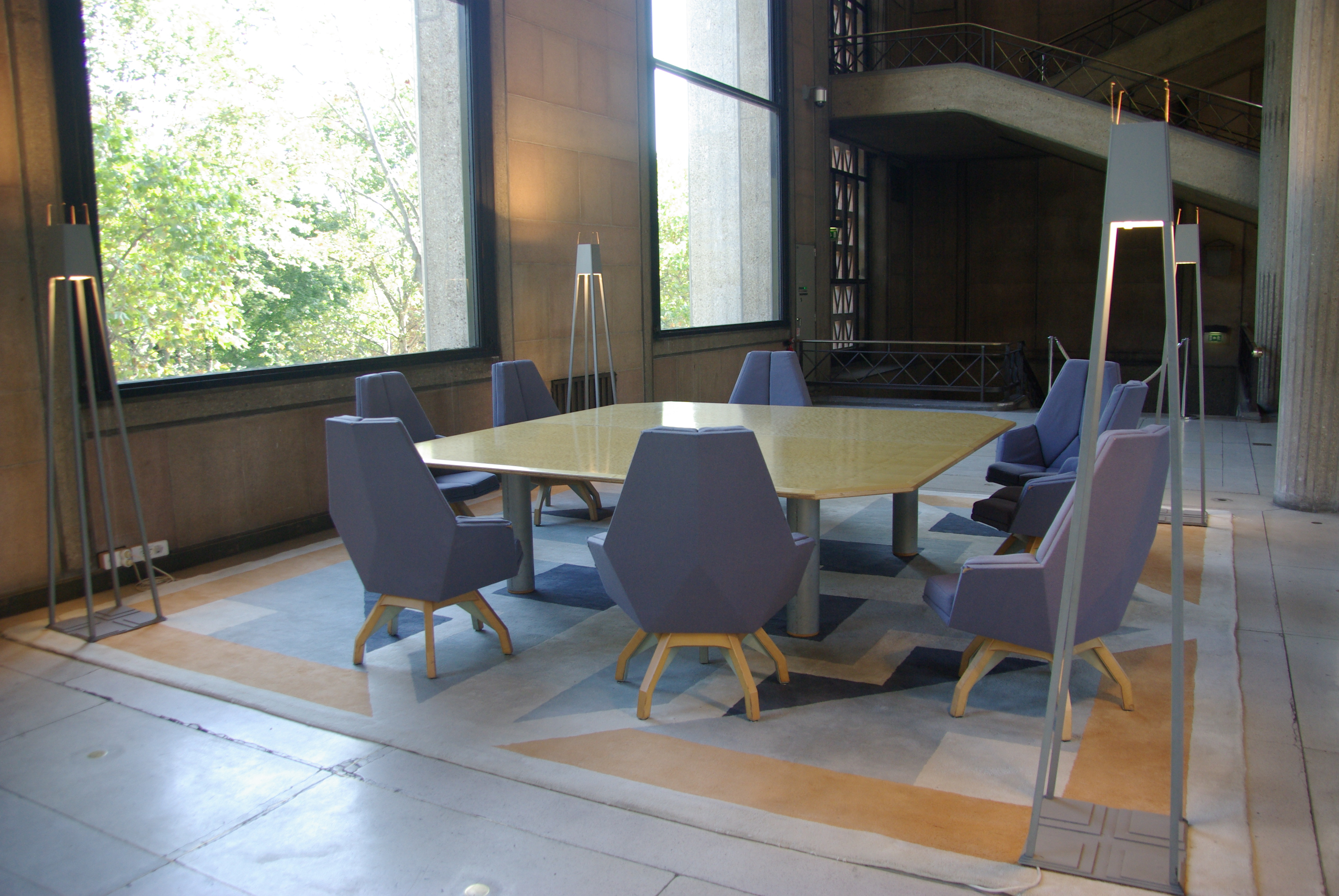
Mobilier Paulin
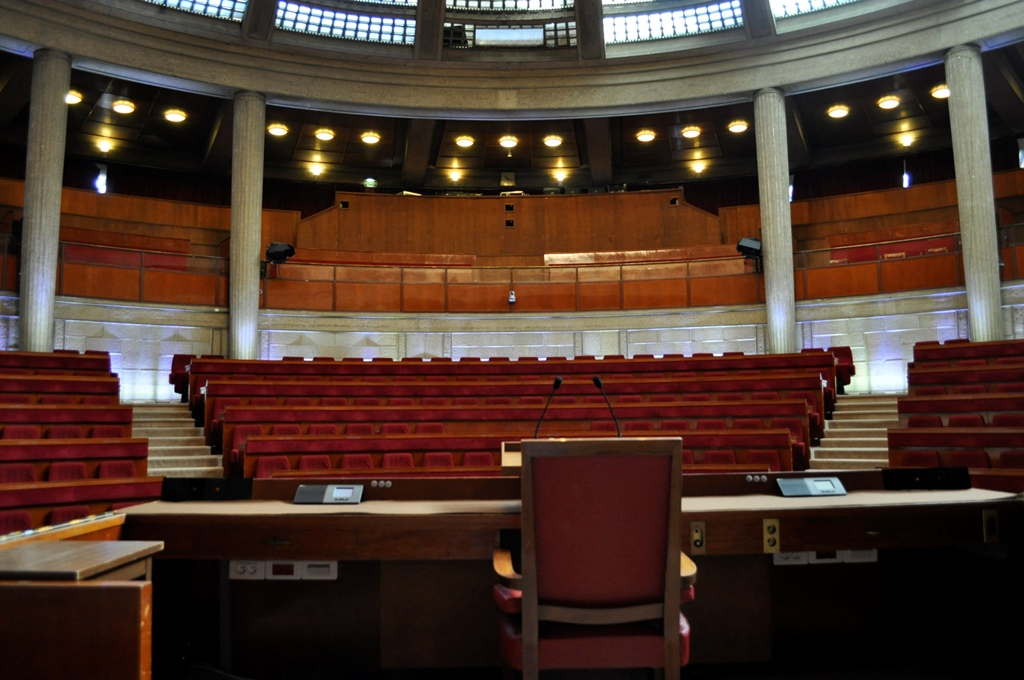
Hémicycle vu du siège du président de séance.
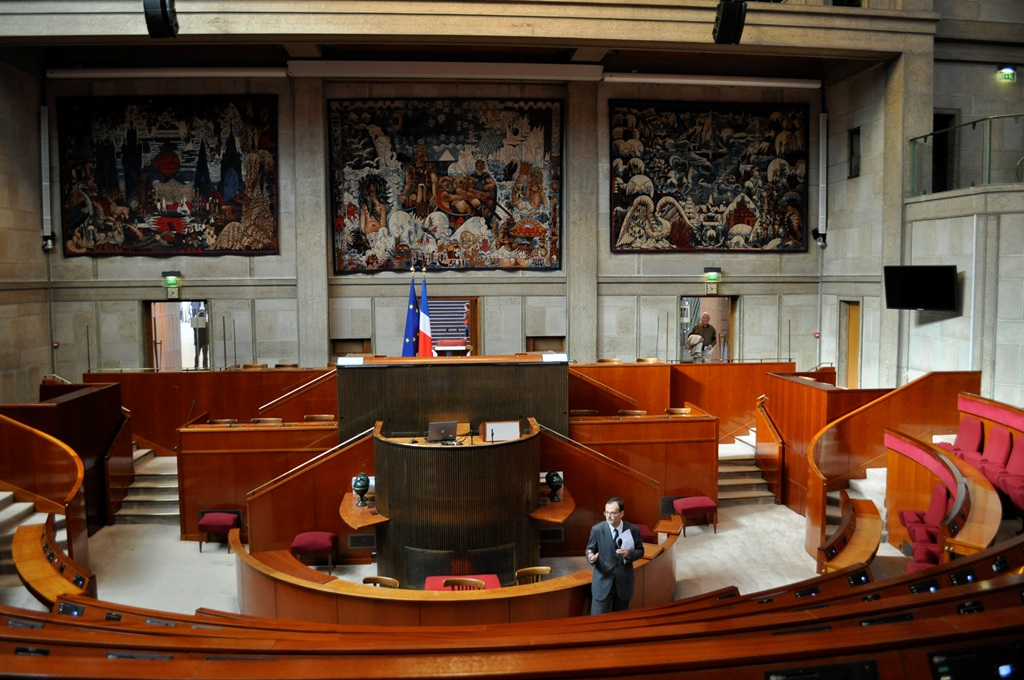
Hémicycle vu des sièges supérieurs.
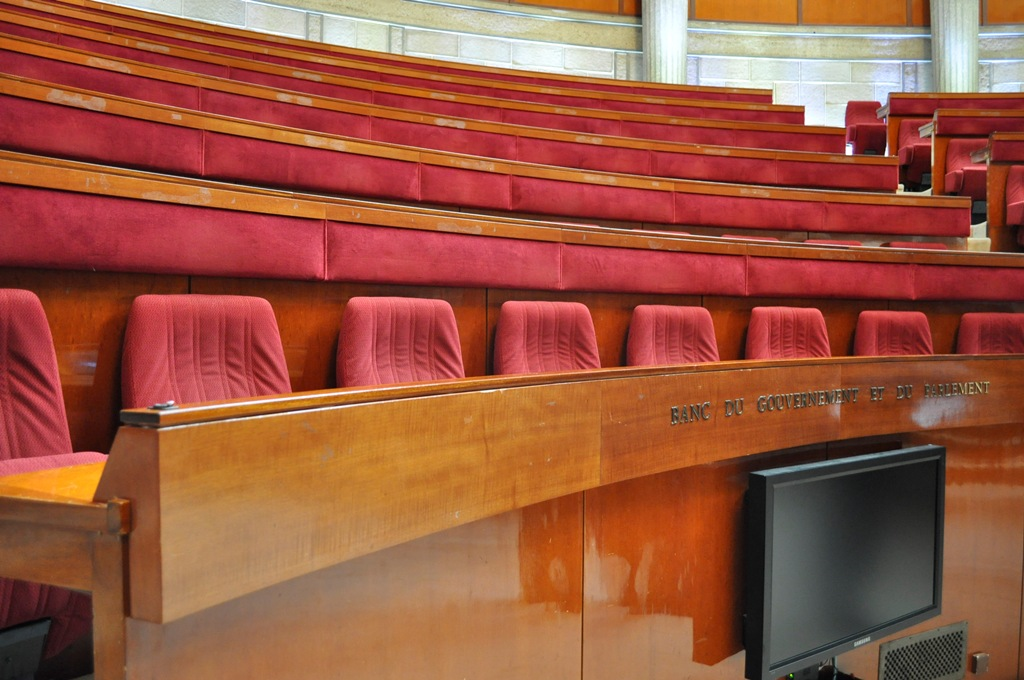
Le banc du Gouvernement ou du Parlement dans l’hémicycle.

## Dans la fiction
Le palais d'Iéna accueille volontiers les équipes de tournage dans ses locaux. La salle hypostyle permet de nombreux aménagements, notamment une vue dégagée sur la tour Eiffel.
Parmi les productions ayant eu recours à ce décor :
- 1961 : Le Président, film d'Henri Verneuil.
- 2011 : Yann Piat, chronique d'un assassinat, téléfilm d'Antoine de Caunes.
- 2012 : Mais qui a retué Pamela Rose ?, film de Kad Merad et Olivier Baroux. La salle hypostyle est utilisée comme entrée du département de la Justice américain.
- 2012 et 2014 : Ainsi soient-ils, série télévisée. La salle hypostyle sert de décor à la Conférence des évêques de France.
- 2013 : 20 ans d'écart, film de David Moreau.
- 2016 : Baron noir, série télévisée.
- 2017 : Kim Kong, mini-série.